# Thắng Lợi, Thường Tín
Thắng Lợi là một xã thuộc huyện Thường Tín, thành phố Hà Nội, Việt Nam.
Xã Thắng Lợi có diện tích 5,98 km², dân số năm 2016 là 9474 người, mật độ dân số đạt 1584 người/km².
Địa giới hành chính của xã: nằm cạnh Quốc lộ 1, cách trung tâm Hà Nội khoảng 25 km, gồm 11 thôn: Kiều Thị (橋市), Hướng Dương (向陽), Đống Xung (棟充), Đào Xá (陶舍), Khoái Cầu (快梂), Mai Xá (梅舍), Hạ Giáp (不沒下), Bình Lăng (平陵), Khoái Nội (快内), Một Thượng (不沒上), Phương Cù (芳瞿).
Phía Bắc giáp xã Quất Động
Phía Nam giáp xã Tô Hiệu
Phía Đông giáp xã Lê Lợi
Phía Tây giáp xã Dũng Tiến